# David Virgulák
David Virgulák (* 1981), mediálně známý jako Taxivrah, je český trojnásobný sériový vrah odsouzený v roce 2016 k doživotnímu trestu odnětí svobody za vraždy tří pražských taxikářů v průběhu roku 2014. Policistům unikal více než rok, dopaden byl v květnu 2015.

## Vraždy

### První vražda
První vražda se udála 30. ledna 2014, obětí se stal taxikář a ženatý otec dvou dětí Petr Sedláček. Virgulák taxikáře zastavil v centru Prahy tzv. z chodníku. Taxikářem se nechal ve voze Honda C-RV odvézt na odlehlé místo poblíž Prahy. Krátce před dvacátou hodinou zastavil vůz taxi poblíž obce Luka pod Medníkem v okrese Praha-západ. Tam taxikáře pachatel střelil zezadu do hlavy (dohromady měl vystřelit pětkrát) a následně okradl o peněženku, mobil a dva tablety. Po vraždě poté vozidlem odjel zpět do centra Prahy. To bylo nalezeno i s tělem zavražděného o 2 dny později v ulici Lužická, když si kolemjdoucí všiml, že auto stojí na stejném místě již 2 dny a u dveří se nachází krev. Zajímavostí je, že městská policie vozidlu za špatné parkování vložila za stěrač pokutu. Strážníci si tak těla ve vozidle kvůli tónovaným sklům zřejmě vůbec nevšimli.

### Druhá vražda
Druhou obětí vraha se stal osmapadesátiletý taxikář Milan P., kterého pachatel zastavil 10. dubna 2014 v pražské Štěpánské ulici kolem třiadvacáté hodiny. Taxikář jej ve voze Škoda Superb odvezl do čtvrti Uhříněves na okraji Prahy. Tam jej dvěma ranami do oblasti hlavy a krku Virgulák zastřelil. Ukradl mu peněženku, mobil a také řadu osobních dokladů. Jeho tělo poté vynesl z vozu a pohodil na cyklostezku u silnice. Stejně jako v případě první vraždy pak vrah použil taxikářův vůz k tomu, aby se dostal zpět do centra hlavního města. Během cesty zároveň ve voze zavražděného taxikáře odvezl jednoho zákazníka. Vůz poté kolem 1:40 ráno odstavil zřejmě v Salmovské ulici.

### Třetí vražda
Třetím zavražděným se stal pětadvacetiletý taxikář Daniel Cicko, kterého zavraždil o pouhé dvě a půl hodiny později téměř stejným způsobem jako taxikáře Milana P. Krátce po odstavení vozu druhého zavražděného taxikáře jej na křižovatce ulic Ječná a Lipová ráno 11. dubna 2014, zřejmě v 1:41, zastavil, nechal se odvézt do pražské Uhříněvsi, a následně jej krátce po druhé hodině ranní jednou ranou do hlavy usmrtil a okradl o peníze, mobil a několik dalších drobností. Jeho tělo poté vynesl z vozu ven a pohodil asi 90 metrů od těla taxikáře zavražděného o několik hodin dříve. Jeho vozem, béžovým Renault Megane, se poté opět sám dopravil do centra Prahy, přičemž vůz opět nechal, přibližně v čase 2:40, odstavený v ulici Lužická, tedy na té stejné ulici, na níž na konci ledna odstavil vůz prvního zavražděného taxikáře.
Po dubnových vraždách projela Prahou kolona taxikářů, která troubením a blikáním uctila památku zavražděných kolegů. Zároveň se objevily spekulace o tom, zda případ může mít spojitost s vraždou ženy v pražské tramvaji č. 17.

## Pátrání po pachateli
Policie si všechny tří případy vražd rychle spojila, neboť se ve všech vozech nacházela stejná pachová stopa, použita byla taktéž stejná vražedná zbraň (pistole ráže 6,35mm). Nebyl však zcela jasný motiv pachatele, ale ani to, zda jedná sám, či ve skupině. Po dvou dubnových vraždách byli všichni taxikáři operující v Praze varování, aby brali pouze zákazníky, kteří se předem nahlásí na dispečink. V případě, že zákazník chtěl odvézt z Prahy do některé z menších obcí v její blízkosti, měl taxikář raději zákazníka vysadit v centru obce, kde se nachází více osob. Někteří taxikáři si měli rovněž pořizovat zbraně, videokamery či SOS tlačítka.
Celý případ se stal předmětem zájmu řady médií. V červenci 2014 pak zveřejnila policie podobiznu (tzv. identikit) zájmové osoby, o níž uvedla, že může být také pachatelem vražd. Anonym uvedl, že za informace, které povedou k dopadení pachatele, nabízí odměnu ve výši 100 000 Kč.

### Dopadení
Virgulák byl zadržen v květnu 2015, policie však tuto skutečnost zveřejnila až v listopadu téhož roku.
Krátce po činu měl u sebe Virgulák doklady jednoho ze zavražděných taxikářů. Ještě v den vraždy odpoledne jej policie přistihla u krádeže v obchodě . V souvislosti s doklady uvedl, že je „někde vyfáral“, a nebyl tak zadržen. S případem jej policie nicméně alespoň spojila, přinejmenším jako svědka. Policií byl poté kvůli krádežím opětovně zadržen. Ve vězení pak vyšlo z odposlechů najevo, že o případu zná řadu podrobností, čímž se stal hlavním podezřelým.

## Pachatel
David Virgulák je vyučený instalatér, který byl v době činu nicméně již asi 10 let závislý na drogách včetně pervitinu či heroinu. Dle vlastních slov musel denně v některých letech vydat za drogy až 6 tisíc korun, v nedávné minulosti pak asi tisíc korun denně, neboť přešel na levnější látku subutex. Dle svých slov se na drogách stal závislý proto, že nevěděl, co má dělat s ušetřenými penězi a s drogami tak hojně experimentoval.
V době činu žil u své matky, byl svobodný a bezdětný. Od roku 2003 byl také nezaměstnaný. Živil se především drobnými krádežemi nebo sbíráním předmětů z popelnic a košů, což mu pomohlo vysvětlit, proč měl u sebe v den vraždy peněženku jedné z obětí. V době činu měl v trestním rejstříku na 20 záznamů v souvislosti s krádežemi, zpravidla v obchodech. V říjnu 2003 při krádeži v novinovém stánku prodavačce poté, co se začala bránit, vyhrožoval, že ji zabije. Společně se svým bratrem Petrem v únoru 2014 také napadl pracovníka ostrahy prodejny, v níž se pokoušeli krást.

## Soudní proces
Soudní proces s pachatelem začal v listopadu 2016 za značného zájmu médií. U soudu uvedl, že je nevinný, a že jeho zadržení je jen velký policejní omyl. Zároveň uvedl, že v žádném z předmětných vozů nikdy neseděl, přestože byly v každém z nich nalezeny jeho pachové stopy. Podle svých slov žádným taxíkem nejel od roku 2001, zavražděné taxikáře nikdy neviděl, ze střelné zbraně nikdy nevystřelil a ani neumí moc dobře řídit.
V prosinci 2016 byl ze všech tří vražd usvědčen na základě řady nepřímých důkazů, odsouzen byl k doživotnímu trestu odnětí svobody. Motivem vražd byla dle soudu loupež. Drogově závislému Virgulákovi totiž docházely peníze na drogy. Klíčovými nepřímými důkazy byly pachové stopy pachatele ve vozech, použitá zbraň, výstřelové zplodiny na těle pachatele, absence prokazatelného pachatelova alibi a odposlechy, v nichž Virgulák dle soudu uváděl informace, které mohl znát jen pachatel. Dalším významným důkazem byla také peněženka jedné z obětí, kterou u sebe Virgulák oné noci měl. V kontextu dalších nepřímých důkazů jej nakonec pomohla usvědčit i ta. Soudce k odůvodnění rozsudku uvedl, že klíčová byla při rozhodování o výši trestu extrémní závažnost spáchaných skutků, zavrženíhodný motiv a jen zanedbatelná možnost pachatelovy nápravy. Při vynesení rozsudku soudce o pachateli uvedl: Je osobnostně nevyvážený, vnitřně méně stabilní, disociální. V zátěžových situacích lze očekávat impulzivní a neuvážené jednání, jež pod vlivem alkoholu a návykových látek bude zřetelnější, jeho projev může být i agresivní. Po vynesení rozsudku pak Virgulák pronesl: Zastřelil bych ty psy, co našli pachový stopy. Ihned po vynesení rozsudku se proti němu odvolal. Zajímavostí v případu je, že je jediným doživotně odsouzeným vrahem odsouzeným na základě řetězce nepřímých důkazů.
V červnu 2017 Virgulákovo odvolání zamítl pražský vrchní soud, v listopadu 2017 odmítl dovolání Nejvyšší soud a v prosinci 2018 odmítl Virgulákovu stížnost také Ústavní soud. Projednávání odvolání u vrchního soudu Virgulák komentoval slovy: Kajínkova éra skončila a moje začala. Doživotně odsouzený vrah Jiří Kajínek totiž dostal o měsíc dříve od prezidenta Miloše Zemana prezidentskou milost. Prezident Kajínka tehdy omilostnil z důvodu pochybností o tom, zda byl Kajínek skutečně pachatelem vražd, za něž byl pravomocně odsouzen.